# Wangaratta
Wangaratta är en ort i Australien. Den ligger i kommunen Wangaratta och delstaten Victoria, omkring 200 kilometer nordost om delstatshuvudstaden Melbourne.
Wangaratta är det största samhället i trakten.
Trakten runt Wangaratta består till största delen av jordbruksmark. Runt Wangaratta är det mycket glesbefolkat, med 2 invånare per kvadratkilometer. Genomsnittlig årsnederbörd är 1 060 millimeter. Den regnigaste månaden är juli, med i genomsnitt 135 mm nederbörd, och den torraste är november, med 44 mm nederbörd.